# ドゥマイ
ドゥマイはインドネシアのスマトラ島のリアウ州の都市。面積は2039.35km2、人口は29万3355人(2012年)。リアウ州で2番目に大きい。ピナン・カンパイ空港が有る。ドゥマイは交通・商業の拠点で、特にマレーシアとの関係が深い。ドゥマイでは石油と椰子油が採れる。
プカンバルから188kmの位置にある。

## 歴史
ドゥマイはかつてはリアウ州の小さい村に過ぎなかった。ベングカリス郡に属した。
1999年4月20日、ドゥマイは市制施行された。

## 経済
2000年～2005年にかけてドゥマイは計画通り経済を発展させた。特に農業、貿易、建築を中心とする。経済発展に伴い職が増え社会保障も改善した。稲作、畑作、野菜、バナナ、パイナップル、ドリアン、マンゴー、ランブータン、椰子、牛、山羊、家鴨、鶏、鯰、鯉が栽培・飼育・採取できる。郊外では道路整備が追い付いていない。

## 交通

### 陸路
タクシー、バス、オプレット(乗合タクシー)、バジャジュ(エンジン付き人力車)、オジェク(バイク・タクシー)が有る。ドゥマイは長距離バスでドゥリ、パダン、メダン、ジャンビ、プカンバルを中心に、リアウ州やスマトラ島の都市と結ばれている。

### 海路
ドゥマイ港はリアウ州の主要港である。

### 空路
ピナン・カンパイ空港はプカンバル、メダン、バタム等のインドネシアの都市と繋がっている。

## 姉妹都市
- アロー・ガジャー(マレーシア・ムラカ州)
- タワウ(マレーシア・サバ州)
- ラハダトゥ(マレーシア・サバ州)